# GT Tour 2013
La saison 2013 du format GT Tour se déroule du 27 avril au 26 octobre 2013.

## Calendrier

### Championnats
| Icône   | Championnat                   |
| ------- | ----------------------------- |
| FFSA GT | Championnat de France FFSA GT |
| F4      | Championnat de France F4      |
| PCC     | Porsche Carrera Cup France    |
| RCZ     | Peugeot RCZ Racing Cup        |
| CLIO    | Renault Clio Cup France       |
| 1300    | Mitjet 1300 Light             |
| 2L      | Mitjet 2L                     |

### Événements
| Manche                | Date                | Événement                       | Circuit                       | Lieu              | Pays                         | Championnats                    |
| --------------------- | ------------------- | ------------------------------- | ----------------------------- | ----------------- | ---------------------------- | ------------------------------- |
| 1                     | 27-28 avril         | GT Tour Le Mans                 | Circuit Bugatti               | Le Mans           | Pays de la Loire, France     | FFSA GT F4 PCC RCZ 1300 2L      |
| 2                     | 18-19 mai           | GT Tour Imola / ELMS 3H d'Imola | Autodromo Enzo e Dino Ferrari | Imola             | Italie                       | FFSA GT RCZ                     |
| 3                     | 6-7 juillet         | GT Tour Val-de-Vienne           | Circuit du Val de Vienne      | Le Vigeant        | Poitou-Charentes, France     | FFSA GT F4 RCZ CLIO 1300 2L     |
| 4                     | 7-8 septembre       | GT Tour Magny-Cours             | Circuit de Nevers Magny-Cours | Magny-Cours       | Bourgogne, France            | FFSA GT F4 PCC RCZ CLIO 1300 2L |
| 5                     | 12-13 octobre       | GT Tour Lédenon                 | Circuit de Lédenon            | Lédenon           | Languedoc-Roussillon, France | FFSA GT F4 PCC RCZ CLIO 1300 2L |
| 6                     | 26-27 octobre       | Finale GT Tour Paul-Ricard      | Circuit Paul Ricard           | Le Castellet      | Provence, France             | FFSA GT F4 PCC RCZ 1300 2L      |
| Épreuves hors-GT Tour |                     |                                 |                               |                   |                              |                                 |
|                       | 30 mars - 1er avril | Coupes de Pâques                | Circuit Paul Armagnac         | Nogaro            | Midi-Pyrénées, France        | CLIO 1300 2L                    |
| 18-20 mai             | Grand Prix de Pau   | Circuit de Pau-Ville            | Pau                           | Aquitaine, France | F4 PCC CLIO 1300 2L          |                                 |
| 8-9 juin              | Spa Euro Race       | Circuit de Spa-Francorchamps    | Francorchamps                 | Belgique          | FFSA GT F4 1300 2L           |                                 |
| 7 juillet             | PCC Italia Mugello  | Circuit du Mugello              | Scarperia                     | Italie            | PCC                          |                                 |
| 2-3 novembre          | Motorland           | Circuit Motorland Aragon        | Alcaniz                       | Espagne           | CLIO                         |                                 |

### Circuits
| \| Le Mans Imola Val de Vienne Magny-Cours Lédenon Le Castellet \| Localisation des circuits du championnat (sauf Imola). |
| Le Mans Imola Val de Vienne Magny-Cours Lédenon Le Castellet                                                              |

## Peugeot RCZ Racing Cup
| Pos | No. | Pilote                            | Equipe             | Points |
| --- | --- | --------------------------------- | ------------------ | ------ |
| 1   | 18  | Steven Palette                    | Clairet Sport      | 202    |
| 2   | 7   | Mathieu Lambert                   | JSB Compétition    | 133    |
| 3   | 12  | Thibault Mourgues                 | JSB Compétition    | 108    |
| 4   | 1   | Pierre-Etienne Chaumat            | Saintéloc Racing   | 101    |
| 5   | 9   | Florent Priez                     | JSB Compétition    | 101    |
| 6   | 4   | Pierre Sancinéna                  | Saintéloc Racing   | 77     |
| 7   | 54  | Sylvain Pussier                   | Pussier Automobile | 39     |
| 8   | 6   | François-Michel Tirouflet         | Clairet Sport      | 34     |
| 9   | 85  | Thibault Bossy                    | Milan Compétition  | 32     |
| 10  | 18  | Jean-Marie Clairet                | Clairet Sport      | 30     |
| 11  | 2   | Patrick Fessler                   | SP2F               | 27     |
| 12  | 27  | Paul Thénot                       | Clairet Sport      | 26     |
| 13  | 3   | Luc Rozentvaig                    | Clairet Sport      | 20     |
| 14  | 19  | Nicolas Milan                     | Clairet Sport      | 18     |
| 15  | 17  | Michael Carlsen                   | Carlsen Motorsport | 18     |
| 16  | 21  | Marie Baus-Coppens                | JSB Compétition    | 18     |
| 17  | 19  | Jacques Fabregat / Nicolas Milan  | Clairet Sport      | 16     |
| 18  | 5   | Paul Petit                        | Saintéloc Racing   | 15     |
| 19  | 15  | Marc Guillot                      | Milan Compétition  | 14     |
| 20  | 19  | Jimmy Antunes                     | Clairet Sport      | 13     |
| 21  | 11  | Jean-Michel Guitteaud             | JSB Compétition    | 13     |
| 22  | 28  | Jean-Marie Clairet / Henri Dafeur | Clairet Sport      | 11     |
| 23  | 10  | Sébastien Cabirou                 | JSB Compétition    | 11     |
| 24  | 8   | Gilles Lallement                  | Saintéloc Racing   | 11     |
| 25  | 28  | Henri Dafeur                      | Clairet Sport      | 11     |
| 26  | 15  | Orfeo Cecchin                     | Milan Compétition  | 7      |
| 27  | 10  | Nicolas Pierre                    | JSB Compétition    | 4      |
| 28  | 10  | Maxime Madelaine                  | JSB Compétition    | 2      |
| 29  | 10  | Matthieu Lecuyer                  | JSB Compétition    | 1      |

## Clio Cup Elf

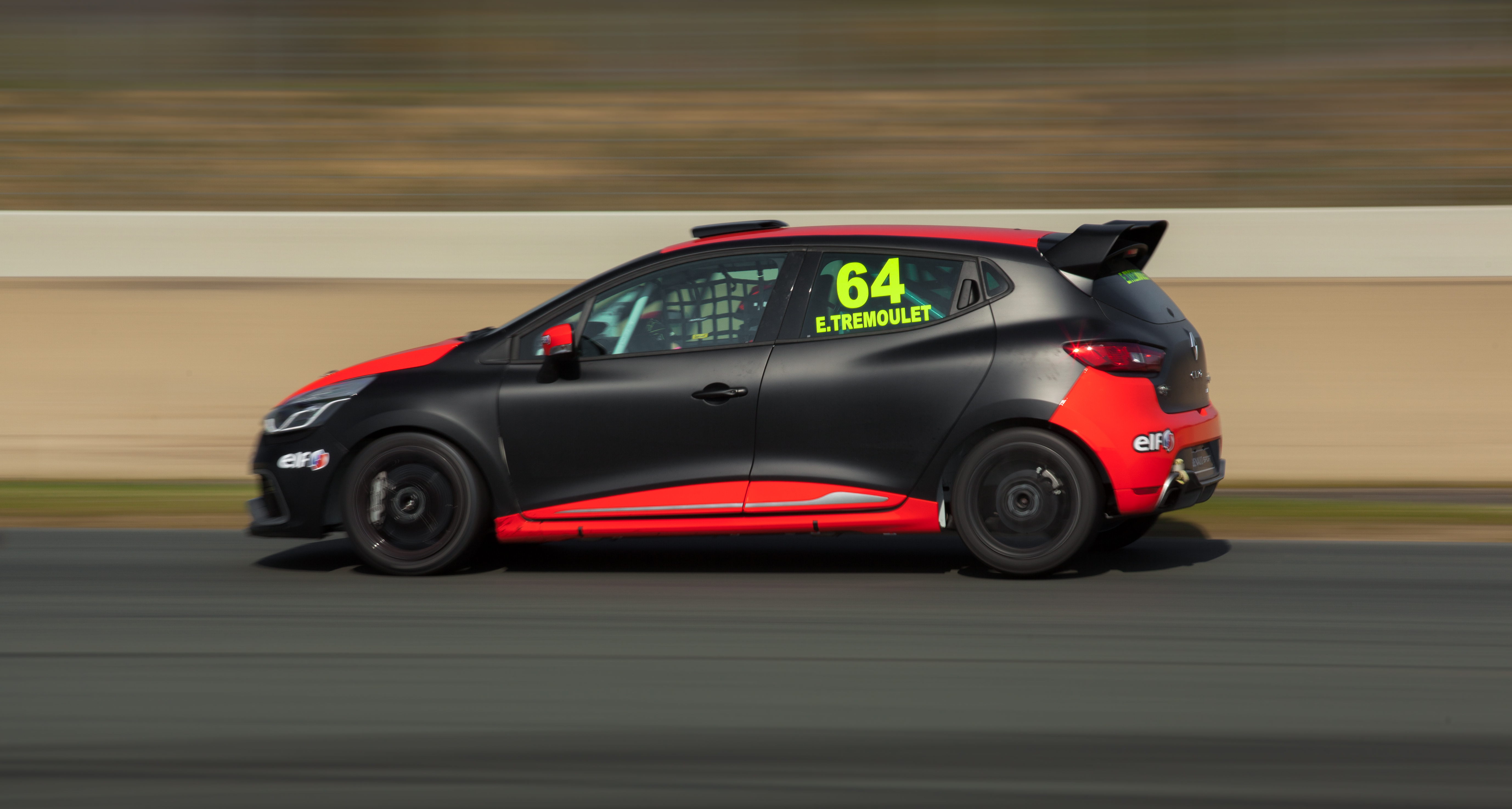
Eric Trimoulet lors de la Clio Cup 2013

| Pos | No. | Pilote       | Equipe       | Points |
| --- | --- | ------------ | ------------ | ------ |
| 1   |     | Pays inconnu | Pays inconnu |        |

## Mitjet Series1300 Light
| Pos | No. | Pilote       | Equipe       | Points |
| --- | --- | ------------ | ------------ | ------ |
| 1   |     | Pays inconnu | Pays inconnu |        |

## Mitjet Series 2L Supersport
| Pos | No. | Pilote       | Equipe       | Points |
| --- | --- | ------------ | ------------ | ------ |
| 1   |     | Pays inconnu | Pays inconnu |        |